# Československá ženská hokejová reprezentace
Československá ženská hokejová reprezentace byl výběr nejlepších hráček ledního hokeje z Československa. Vznikla v roce 1988 a zúčastnila se prvního a druhého mistrovství Evropy. V roce 1992 zanikla a jejím nástupcem se stala česká ženská hokejová reprezentace

## Mezinárodní soutěže

### Mistrovství Evropy
Na mistrovství Evropy startovalo Československo dvakrát v letech 1989 a 1991.
| ME   | Místo konání                            | U  |
| ---- | --------------------------------------- | -- |
| 1989 | Západní Německo (Ratingen, Düsseldorf)  | 7. |
| 1991 | Československo (Havířov, Frýdek-Místek) | 8. |